# 隨心起舞
隨心起舞，是日本純種競賽馬匹，生涯活躍於一哩至中距離賽事，曾勝出櫻花賞、維多利亞一哩賽及奇斯高一哩賽。

## 出賽前
2001年4月10日出生於北海道千歲市社台牧場，所有權歸於賽馬團體Shadai Race Horse Co. Ltd.旗下。
其後交由美浦訓練中心練馬師藤澤和雄訓練。

## 競賽生涯

### 2歲
2003年12月20日出戰中山競馬場2歲新馬戰，於柏兆雷的策騎下以6馬位優勢輕鬆獲勝。

### 3歲
2004年首戰爲條件戰若竹賞，比賽途中一直保持於第二的位置，進入直路後隨即發力衝出，跑出全場最佳末腳下成功奪冠，
其後出戰百花盃，改爲由武豐策騎，再次於直路爆發速度並成功抵擋後上馬Yamanin Alabaster的追擊，以1 1/4馬位優勢率先衝線奪得首個分級賽冠軍。
4月11日出戰櫻花賞，以2.9倍獨贏賠率成爲第一人氣。比賽開始後，其並未如往常於先頭推進，反而停留於約莫第六的位置追走，並於通過第二彎道後開始慢慢加速並爬升至第二。進入直路後，即使其隨即繼續衝刺展開二段加速，最終成功拋離同於中團位置殺上前方的Azuma Sanders，拋離對手2馬位下奪得首個分級賽冠軍，同時亦爲計1986年目白山峰後再次有關東馬贏出櫻花賞。
由於於櫻花賞的優秀表現，當時有消息指其將會出戰東京優駿（日本打吡）與一衆雄馬決戰，但最終仍依照雌馬三冠路線出戰優駿牝馬（日本橡樹大賽）。比賽開始後，其延續櫻花賞時的戰術，於中團位置追走，但最終未能追上前方的Daiwa el Cielo下再被後上的東商變革及Yamanin Alabaster超越，最終以第四完賽。
完成優駿雌馬後，陣營選擇安排其遠征美國，出戰美國橡樹大賽，最終發揮良好表現僅敗於Ticker Tape獲得亞軍。
回國後出戰雌馬三冠尾關秋華賞，比賽途中雖然以先頭部隊姿態推進，但進入直路後後勁不繼，最終被東商變革、Yamanin Sucre及Winglet三匹賽駒超越下獲得第四。
其後出戰秋季天皇賞，雖然賽前僅獲第十三人氣，但最終成功於直路保持速度下抵擋後方馬匹追擊，僅以落後冠軍荒漠英雄1 1/4馬位下爆冷奪亞。
11月21日出戰一哩冠軍賽，比賽途中於中團追走，並於進入直路前經已開始加速搶佔位置。進入直路後，其保持速度以求取得領先，雖然成功拋離千里通及Meiner Solomon，但最仍被於大外檔衝刺的多旺達超越，落後2馬位獲得第二。
其後遠征香港出戰香港盃，但最終跑獲尾二慘敗。
年末，由於其勝出櫻花賞及於三場一級賽跑獲亞軍的佳績，於評選中以248票當選最佳3歲雌馬。

### 4歲
2005年首戰爲京王盃春季盃，雖然獲得第一人氣，但最終未能加速下以第九落敗。
其後出戰安田紀念，雖然比賽初段處於先頭的良好位置，但最終於直路失速沉底慘獲包尾的成績。
進入夏季後出戰8月14日的皇后錦標，再次因爲失速而以第八落敗。
完成皇后錦標後一星期便倉卒出戰札幌紀念，由於受到連戰影響，其於狀態不佳下再次以第十二大敗。
經過短暫放草後於10月出戰府中牝馬錦標，雖然於騎師北村宏司的策騎下在最後直路跑出全場最快的後600米32.7秒驚人末腳，但奈何比賽初段留得太後以僅獲第八。
10月30日出戰秋季天皇賞，比賽途中保持於先頭位置，進入直路後被後方的美妙浪漫及荒漠英雄超越得第三。
其後出戰一哩冠軍賽，再次採用先行戰術下於直路被後方對手超越，以第四完賽。

### 5歲
2006年4月15日出戰讀賣盃，獲得僅次大和主將的第二人氣，比賽開始後，其於中團位置追走，並於比賽途中保持穩定的速度及節奏推進。進入直路後，其開始發力加速雖然成功超越失速的領放馬，但始終無法追上早已加速處於前方大和主將，最終以3/4馬位差距獲得亞軍。
其後出戰本年度新設立的維多利亞一哩賽，並再度夥拍北村。比賽開始後，其以緩慢的節奏於中團位置追走，比賽途中並不急於抽出外檔搶佔位置。進入直路後，後上馬Air Messiah開始加速突破，此時處於內欄的隨心起舞亦開始發力保持自己的優勢。最終於其奮力保持速度下，拉開對手1 1/4馬位奪得闊別2年的勝利，亦成爲此項一級賽的初代盟主。
6月4日出戰安田紀念，雖然直路爆發出優勢的末腳，但於未能對前方對手組成威脅下僅獲得第五。
完成安田紀念後再度遠征美國，出戰三級賽奇斯高一哩賽。比賽開始後其處於中團位置，通過第三彎道後開始發力衝刺並於第四彎道成功進佔領先位置。進入直路後其繼續加速以維持優勢，最終成功掄元。
回國後經過短暫放草後出戰每日王冠，但再次於其中敗於大和主將，以頸位差距獲得第二。
其後出戰秋季天皇賞，雖然比賽初段處於先頭，但於直路上未能進一步加速下被對手超越，最終以第六落敗。
11月19日出戰一哩冠軍賽，比賽開始後放棄搶佔先頭而是於中團靠後位置追走，並於進入直路後奮力加速衝刺，可惜仍然未能對一早處於前方的大和主將組成威脅，最終以頸爲差距第三度以第二敗於此對手。
其後再度遠征香港出戰香港一哩錦標，但受到內欄位置馬匹的壓力影響，於直路上未能發揮實力，最終以第十二大敗。
回國後陣營宣佈安排其退役，並於12月21日取消於日本中央競馬會的賽駒註冊。
年末，由於其勝出維多利亞一哩賽並遠征美國成功，於評選中以257票當選最佳4歲及以上雌馬。

### 詳細賽績
| 日期       | 舉辦國家/地區 | 馬場     | 距離   | 級別 | 賽事名稱       | 負重 | 騎師     | 馬號 | 出馬 | 名次 | 時間     | 頭馬（二馬）          |
| ---------- | ------------- | -------- | ------ | ---- | -------------- | ---- | -------- | ---- | ---- | ---- | -------- | --------------------- |
| 20/12/2003 | 日本          | 中山     | 草1600 |      | 2歲新馬        | 54   | 柏兆雷   | 2    | 16   | 1    | 1:36.0   | （歡欣起舞）          |
| 25/1/2004  | 日本          | 中山     | 草1600 |      | 若竹賞         | 54   | 岡部幸雄 | 3    | 12   | 1    | 1:34.3   | （Twinkle Veil）      |
| 20/3/2004  | 日本          | 中山     | 草1800 | GIII | 百花盃         | 54   | 武豐     | 10   | 15   | 1    | 1:50.9   | （Yamanin Alabaster） |
| 11/4/2004  | 日本          | 阪神     | 草1600 | GI   | 櫻花賞         | 55   | 武豐     | 9    | 18   | 1    | 1:33.6   | （Azuma Sanders）     |
| 23/5/2004  | 日本          | 東京     | 草2400 | GI   | 優駿牝馬       | 55   | 武豐     | 5    | 18   | 4    | 2:27.8   | Daiwa el Cielo        |
| 3/7/2004   | 美國          | 荷李活園 | 草2000 | GI   | 美國橡樹大賽   | 55   | 武豐     | 6    | 13   | 2    | 紀錄缺失 | Ticker Tape           |
| 17/10/2004 | 日本          | 京都     | 草2000 | GI   | 秋華賞         | 55   | 武豐     | 2    | 18   | 4    | 1:59.3   | 東商變革              |
| 31/10/2004 | 日本          | 東京     | 草2000 | GI   | 秋季天皇賞     | 54   | 李慕華   | 4    | 17   | 2    | 1:59.1   | 荒漠英雄              |
| 21/11/2004 | 日本          | 京都     | 草1600 | GI   | 一哩冠軍賽     | 54   | 李慕華   | 15   | 16   | 2    | 1:33.3   | 多旺達                |
| 12/12/2004 | 香港          | 沙田     | 草2000 | GI   | 香港盃         | 54   | 柏兆雷   | 14   | 14   | 13   | 2:04.9   | 歷山金駒              |
| 15/5/2005  | 日本          | 東京     | 草1400 | GII  | 京王盃春季盃   | 56   | 戴崇謀   | 15   | 18   | 9    | 1:21.4   | 淺草田園              |
| 5/6/2005   | 日本          | 東京     | 草1600 | GI   | 安田紀念       | 56   | 戴崇謀   | 5    | 18   | 18   | 1:36.0   | 淺草田園              |
| 14/8/2005  | 日本          | 札幌     | 草1800 | GII  | 皇后錦標       | 57   | 藤田伸二 | 8    | 14   | 8    | 1:47.8   | Les Clefs d'Or        |
| 21/8/2005  | 日本          | 札幌     | 草2000 | GII  | 札幌紀念       | 55   | 横山典弘 | 12   | 14   | 12   | 2:03.6   | 美妙浪漫              |
| 16/10/2005 | 日本          | 東京     | 草1800 | GII  | 府中牝馬錦標   | 56   | 北村宏司 | 4    | 17   | 8    | 1:47.4   | Yamanin Alabaster     |
| 30/10/2005 | 日本          | 東京     | 草2000 | GI   | 秋季天皇賞     | 56   | 北村宏司 | 12   | 18   | 3    | 2:00.1   | 美妙浪漫              |
| 20/11/2005 | 日本          | 京都     | 草1600 | GI   | 一哩冠軍賽     | 55   | 北村宏司 | 8    | 17   | 4    | 1:32.3   | 三連冠                |
| 15/4/2006  | 日本          | 阪神     | 草1600 | GII  | 讀賣盃         | 55   | 武豐     | 6    | 11   | 2    | 1:36.3   | 大和主將              |
| 14/5/2006  | 日本          | 東京     | 草1600 | GI   | 維多利亞一哩賽 | 55   | 北村宏司 | 1    | 18   | 1    | 1:34.0   | （Air Messiah）       |
| 4/6/2006   | 日本          | 東京     | 草1600 | GI   | 安田紀念       | 56   | 北村宏司 | 2    | 18   | 5    | 1:33.3   | 牛精福星              |
| 1/7/2006   | 美國          | 荷李活園 | 草1600 | GIII | 奇斯高一哩賽   | 55.5 | 伊偉舵   | 9    | 8    | 1    | 1:33.3   | （Sweet Talker）      |
| 9/10/2006  | 日本          | 東京     | 草1800 | GII  | 每日王冠       | 56   | 北村宏司 | 10   | 16   | 2    | 1:45.5   | 大和主將              |
| 29/10/2006 | 日本          | 東京     | 草2000 | GI   | 秋季天皇賞     | 56   | 北村宏司 | 4    | 16   | 6    | 1:59.3   | 大和主將              |
| 19/11/2006 | 日本          | 京都     | 草1600 | GI   | 一哩冠軍賽     | 55   | 武豐     | 7    | 18   | 2    | 1:32.8   | 大和主將              |
| 10/12/2006 | 香港          | 沙田     | 草1600 | GI   | 香港一哩錦標   | 55.5 | 武豐     | 14   | 14   | 12   | 1:34.5   | 星運爵士              |

## 退役後
退役後，隨心起舞成爲了繁殖雌馬，於北海道千歲市社台牧場休養，在2007年進行配種。首匹子嗣Dance Fantasia於2008年出生，可於2010年出賽，10月31日經已在中央的新馬戰取勝。2011年1月10日，Dance Fantasia在妖精錦標取勝，成爲首匹勝出分級賽的子嗣。
2021年11月6日由繁殖雌馬退役，於配種地社台牧場進行養老生活。

### 主要子嗣

#### 分級賽優勝子嗣
2008年生
- Dance Fantasia（妖精錦標）

### 詳細繁殖資料
| 數目     | 馬名             | 出生年 | 性別 | 父系             | 練馬師                                                                         | 馬主                                          | 戰績                                  |
| -------- | ---------------- | ------ | ---- | ---------------- | ------------------------------------------------------------------------------ | --------------------------------------------- | ------------------------------------- |
| 第一匹   | Dance Fantasia   | 2008   | 雌   | 飛霸             | 美浦・藤澤和雄                                                                 | Shadai Race Horse Co Ltd                      | 29戰3冠3亞1季（退役・繁殖） 分級賽1勝 |
| 第二匹   | Satono President | 2009   | 雄   | 吉兆             | 美浦・藤澤和雄                                                                 | 里見治                                        | 22戰2冠5亞3季（退役）                 |
| 第三匹   | Man in the Moon  | 2010   | 雄   | Chichicastenango | 美浦・藤澤和雄                                                                 | Shadai Race Horse Co Ltd                      | 21戰2冠4亞2季（退役）                 |
| 第四匹   | 影子舞者         | 2011   | 雄   | 白口罩           | 栗東・角居勝彥 ⭢栗東・中竹和也                                                 | 飯塚知一                                      | 33戰4冠4亞2季（退役）                 |
| 第五匹   | Flawless Dancer  | 2012   | 雌   | 無敵先鋒         | 栗東・松田博資 ⭢栗東・角田晃一                                                 | Shadai Race Horse Co Ltd                      | 13戰1冠0亞4季（退役・繁殖）           |
| 第六匹   | Kaiserball       | 2013   | 雌   | 帝國先驅         | 栗東・角居勝彥 ⭢栗東・中竹和也 ⭢栗東・角居勝彥                                 | Shadai Race Horse Co Ltd                      | 21戰5冠4亞2季（退役・繁殖）           |
| 第七匹   | Mood Maker       | 2014   | 雄   | 帝國先驅         | 美浦・菊澤隆德                                                                 | Shadai Race Horse Co Ltd                      | 2戰0冠0亞0季（退役）                  |
| 第八匹   | Chandelier Spin  | 2015   | 雌   | 小說名家         | 栗東・松永幹夫                                                                 | Shadai Race Horse Co Ltd                      | 5戰0冠0亞0季（退役・繁殖）            |
| 第九匹   | Dance Delight    | 2016   | 雄   | 夏威夷王         | 栗東・松永幹夫                                                                 | Shadai Race Horse Co Ltd                      | 19戰4冠1亞4季（退役）                 |
|          | （受胎失敗）     |        |      | 榮進閃耀         |                                                                                |                                               |                                       |
| 小說名家 | （受胎失敗）     |        |      |                  |                                                                                |                                               |                                       |
| 夏威夷王 | （受胎失敗）     |        |      |                  |                                                                                |                                               |                                       |
| 第十匹   | Informant        | 2018   | 雄   | 小說名家         | 美浦・加藤征弘 →門別・林和弘 →大井・阪本一榮 →金澤・加藤和宏 →名古屋・地邊幸一 | Shadai Race Horse Co Ltd →First Vision Co Ltd | 91戰7冠10亞7季（現役）                |
| 第十一匹 | Etoso            | 2019   | 雌   | 夏威夷王         | 栗東・清水久詞                                                                 | 吉田照哉                                      | 4戰0冠0亞0季（退役・繁殖）            |
|          | （受胎失敗）     |        |      | 龍王             |                                                                                |                                               |                                       |
|          | （受胎失敗）     |        |      | Bricks and Motor |                                                                                |                                               |                                       |

## 血統簡介
父系週日寧靜是美國三冠賽雙料冠軍馬，退役後在日本配種，在日本馬壇相當成功，贏得多項分級賽事，其子嗣贏得巨額獎金，而且連續12年成為日本冠軍種馬。祖父Halo爲美國賽駒，曾贏得一級賽冠軍，爲美國冠軍種馬。
母系Dancing Key爲美國馬匹，生涯無出賽紀錄。外祖父尼真斯基爲加拿大生產的愛爾蘭賽駒，生涯僅得兩敗，曾勝出葉森打吡大賽、愛爾蘭打吡、英皇佐治六世及皇后伊利沙伯錦標及二千堅尼錦標等一級賽，退役後亦爲著名種馬，成功確立獨立的系統。

### 血統表
| 父線：週日寧靜系（Halo系）                  |                              |                 |                |
| 種馬 週日寧靜 1986年（棕色）                | Halo 1969年（棕色）          | Hail to Reason  | Turn-to        |
| 種馬 週日寧靜 1986年（棕色）                | Halo 1969年（棕色）          | Hail to Reason  | Nothirdchance  |
| 種馬 週日寧靜 1986年（棕色）                | Halo 1969年（棕色）          | Cosmah          | Cosmic Bomb    |
| 種馬 週日寧靜 1986年（棕色）                | Halo 1969年（棕色）          | Cosmah          | Almahmoud      |
| 種馬 週日寧靜 1986年（棕色）                | Wishing Well 1975年（棗色）  | Understanding   | Promised Land  |
| 種馬 週日寧靜 1986年（棕色）                | Wishing Well 1975年（棗色）  | Understanding   | Pretty Ways    |
| 種馬 週日寧靜 1986年（棕色）                | Wishing Well 1975年（棗色）  | Mountain Flower | Montparnasse   |
| 種馬 週日寧靜 1986年（棕色）                | Wishing Well 1975年（棗色）  | Mountain Flower | Edelweiss      |
| 繁殖雌馬 Dancing Key 1983年（棗色）         | 尼真斯基 1967年（棗色）      | 北地舞人        | Nearctic       |
| 繁殖雌馬 Dancing Key 1983年（棗色）         | 尼真斯基 1967年（棗色）      | 北地舞人        | Natalma        |
| 繁殖雌馬 Dancing Key 1983年（棗色）         | 尼真斯基 1967年（棗色）      | Flaming Page    | Bull Page      |
| 繁殖雌馬 Dancing Key 1983年（棗色）         | 尼真斯基 1967年（棗色）      | Flaming Page    | Flaring Top    |
| 繁殖雌馬 Dancing Key 1983年（棗色）         | Key Partner 1976年（深棗色） | Key to the Mint | Graustrak      |
| 繁殖雌馬 Dancing Key 1983年（棗色）         | Key Partner 1976年（深棗色） | Key to the Mint | Key Bridge     |
| 繁殖雌馬 Dancing Key 1983年（棗色）         | Key Partner 1976年（深棗色） | Native Partner  | Raise a Native |
| 繁殖雌馬 Dancing Key 1983年（棗色）         | Key Partner 1976年（深棗色） | Native Partner  | Dinner Partner |
| 雌系：Dancing Key系（號族：7）              |                              |                 |                |
| 五代內近親交配：Almahmoud 4×5、天才舞者 5×5 |                              |                 |                |

## 命名由來
名字Dance in the Mood（ダンスインザムード）意思是「在氣氛中起舞」，繼承自母系Dancing Key的名字，香港則取意譯，翻譯为「隨心起舞」。

## 外部連結
- 隨心起舞 netkeiba.com （页面存档备份，存于）
- 血統表 （页面存档备份，存于）